# Stardust Memories
Pour les articles homonymes, voir Stardust.
Pour plus de détails, voir Fiche technique et Distribution.
Stardust Memories (ou Au mi-temps de l'âge au Québec et Nouveau-Brunswick) est un film américain de Woody Allen sorti en 1980.

## Synopsis
Cinéaste reconnu et admiré, Sandy Bates traverse une véritable crise existentielle. Lassé de n'être considéré que pour son humour, il ne supporte plus les exigences de ses admiratrices et les critiques de l'intelligentsia new-yorkaise. Il profite d'un festival organisant une rétrospective de son œuvre pour faire le point sur sa vie de créateur et ses relations amoureuses.
Sandy est en effet tiraillé entre Dorrie, son actuelle petite amie, et Isobel, une femme mariée dont il est éperdument amoureux et qui semble la seule à pouvoir lui apporter la stabilité...

## Fiche technique
- Titre : Stardust Memories
- Titre québécois : Au mi-temps de l'âge
- Réalisateur : Woody Allen
- Scénario : Woody Allen
- Photographie : Gordon Willis
- Genre : Comédie dramatique
- Format : Noir et blanc
- Durée : 89 minutes
- Date de sortie :
  - États-Unis : 26 septembre 1980

## Distribution
- Woody Allen (VF : Bernard Murat) : Sandy Bates
- Charlotte Rampling (VF : Elle-même) : Dorrie
- Jessica Harper (VF : Monique Thierry) : Daisy
- Marie-Christine Barrault (VF : Elle-même) : Isobel
- Daniel Stern (VF : Henri Courseaux) : L'acteur
- Tony Roberts (VF : Sady Rebbot) : Tony
- Amy Wright : Shelley
- Helen Hanft : Vivian Orkin
- Leonardo Cimino (VF : Jacques Berthier) : L'analyste de Sandy
- John Rothman (VF : Patrick Floersheim) : Jack Abel
- Anne de Salvo (VF : Perrette Pradier) : la sœur de Sandy
- Laraine Newman (VF : Béatrice Delfe) : la productrice / une admiratrice de Sandy
- Bob Maroff (VF : Jacques Balutin) : Jerry Abraham / un participant en ufologie
- Gabrielle Strasun (VF : Jacqueline Porel) : Charlotte Ames
- J.E. Beaucaire (VF : Claude Brosset) : Sam, le mari de la sœur de Sandy
- Dorothy Leon (VF : Lita Recio) : la cuisinière de Sandy
- Benjamin Rayson (VF : Alain Dorval) : Dr Paul Pearlstein, admirateur de Sandy
- Philip Lenkowsky (VF : Roger Crouzet) : l'admirateur qui tire sur Sandy
- Ken Chapin (VF : Gérard Hernandez) : le père de Sandy
- John Doumanian (VF : Serge Lhorca) : l'admirateur arménien de Sandy
- Jack Hollander (VF : Alain Dorval) : le policier arrêtant Sandy
- Filomena Spagnuolo : une fan à l'arrivée à l'hôtel
- Sharon Stone : Une jeune femme dans le train
- John Doumanian : le fan arménien

## Autour du film
- Dans ce film, Sharon Stone fait sa première apparition au cinéma, dans le rôle muet d'une jeune femme à la fenêtre d'un train.
- Candy Loving, qui joue le rôle de la petite amie de Tony, fut la playmate du 25e anniversaire du magazine Playboy.
- Comme beaucoup de films de Woody Allen, Stardust Memories intègre plusieurs enregistrements de jazz, y compris des standards interprétés par Louis Armstrong, Django Reinhardt ou Chick Webb. Le titre du film fait allusion à la fameuse prise de Stardust, effectuée en 1931 par Armstrong, dans lequel le trompettiste chante « Oh, memory » trois fois de suite.
- Le film est un hommage à Huit et demi et, plus généralement, au cinéma européen des années 1960.

## Hommage
Une revue gratuite de cinéma a été nommée Stardust Memories en hommage au film de Woody Allen.